# Société des antiquaires de Zurich

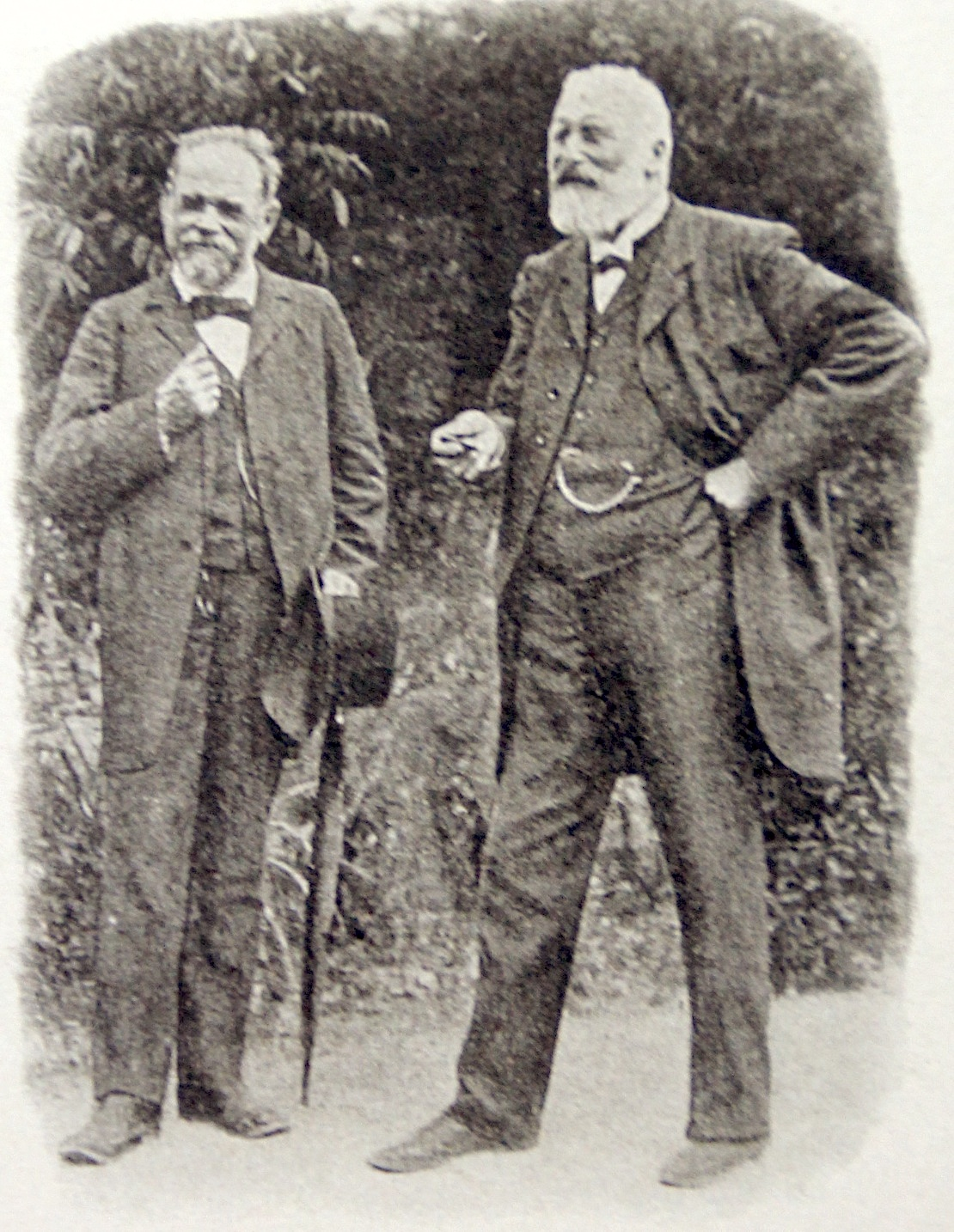
Le Président Gerold Meyer von Knonau et le vice-président Johann Rudolf Rahn en 1905

La Société des antiquaires de Zurich (en Allemand : Antiquarische Gesellschaft in Zürich), est une association d'histoire et d'antiquité de Suisse basée à Zurich aux Archives de l’État du canton de Zurich (Staatsarchiv des Kantons Zürich (de)).

## Histoire
La Société des Antiquaires de Zurich a été fondée en 1832 par l'archéologue Ferdinand Keller comme société savante. Il s'agit de la plus ancienne société historique cantonale de Suisse. Bien que la société ne soit qu'une association privée, elle a reçu un droit de monopole de la ville et du canton pour effectuer des fouilles archéologiques ainsi que des activités de conservation des monuments. Gerold Meyer von Knonau est son président de 1871 à 1921 et Johann Rudolf Rahn (de), son vice-président pendant 27 ans.
L'AGZ publie chaque année depuis 1837 un volume de ses Mitteilungen (MAGZ). Ils comprennent des monographies et des anthologies thématiques liées à l'histoire de la ville et du canton de Zurich et de leurs prédécesseurs juridiques. En 1862, à l'initiative de l'AGZ, il est décidé de développer la Swiss Idiot Icon (publiée depuis 1881).